# ديريك ستيفن برينس
ديريك ستيفن برينس (Derek Stephen Prince) هو مؤدي أصوات أمريكي ولد في 5 فبراير 1969 في كاليفورنيا.

## أدواره في الأنمي

### مسلسلات أنمي تلفزيونية
- بليتش - أوريو إيشيدا
- ناروتو - شينو أبورامي (الصوت الثاني)
- ناروتو شيبودن - شينو أبورامي
- لاف هينا - كيتارو أوراشيما
- أبطال الديجيتال الجزء الأول - زقزوق، طنبور, فقوس
- أبطال الديجيتال الجزء الثاني - يزن، يم, أزرق، جازم, شامخ، شداد, شداد المدرع
- إندماج الديجيمون - جيريمي تسورغي
- ترايجان - زازي ذا بيست
- كاوبوي بيباب - لين
- بارادايس كيس - أراشي ناغاسي
- تنجن توبا جورين لاجان - موجيو، جامويتشي, كيد، أرتنبورو
- بيرسونا 4 ذي أنيميشن - عامل محطة الوقود، ناوكي كونيشي
- المقيم الأبدي - ماغاتسو تايتو
- ماهوروماتيك - سوغورو ميساتو

### أوفا أنمي
- لاف هينا Again - كيتارو أوراشيما

### أفلام أنمي
- فيلم بليتش: ميموريز أوف نوبودي - أوريو إيشيدا
- فيلم بليتش: ذا داياموند داست ريبيليون, هيورينمارو آخر - أوريو إيشيدا
- فيلم بليتش: فيد تو بلاك, أنادي اسمك - أوريو إيشيدا، شيزوكو
- فيلم بليتش: فصل الجحيم - أوريو إيشيدا
- فيلم ناروتو شيبودن: الروابط - شينو أبورامي
- فيلم ناروتو شيبودن: إرادة النار - شينو أبورامي

## أدواره في ألعاب الفيديو
- بيرسونا 3 - تاكايا، تاكيهارو كيريجو
- بيرسونا 3 فيس - تاكايا، تاكيهارو كيريجو
- بيرسونا 3 بورتبل - تاكايا، تاكيهارو كيريجو
- بيرسونا 4 - ناوكي كونيشي
- دانغانرونبا 2: غودباي ديسبير - فويوهيكو كوزوريو
- دانغانرونبا V3: كيلينغ هارموني - كوكيتشي أوما
- ناروتو شيبودن: ألتيميت نينجا ستورم ريفولوشن - شينو أبورامي

## وصلات خارجية
- ديريك ستيفن برينس على موقع IMDb (الإنجليزية)
- ديريك ستيفن برينس على موقع قاعدة بيانات الفيلم (الإنجليزية)
- ديريك ستيفن برينس على موقع ANN person (الإنجليزية)